# ديفيد إليوت
ديفيد إليوت (بالإنجليزية: David Elliott)‏ هو سياسي أسترالي، ولد في 11 يونيو 1970. حزبياً، نشط في New South Wales Liberal Party ‏. في 2011 New South Wales state election ‏، انتخب عضو الجمعية التشريعية نيو ساوث ويلز عن دائرة Electoral district of Baulkham Hills ‏ (26 مارس 2011 – ).